# Marian Raczyński
Marian Raczyński (ur. 13 kwietnia 1959 w Dąbrowie Górniczej) – polski samorządowiec i prawnik, w latach 1990–1996 prezydent Będzina.

## Życiorys
Absolwent Wydziału Prawa i Administracji Uniwersytetu Śląskiego, uzyskał uprawnienia radcy prawnego. Od 1982 do 1986 zatrudniony jako aplikant i asesor w Państwowym Arbitrażu Gospodarczym Okręgowej Komisji Arbitrażowej w Katowicach, następnie do 1990 był specjalistą ds. prawnych w Towarzystwie Krzewienia Kultury Fizycznej „Kyokushinkai” w Dąbrowie Górniczej. 5 czerwca 1990 został prezydentem Będzina, w 1992 (po wyodrębnieniu Wojkowic) i 1994 radni miejscy ponownie wybierali go na to stanowisko, zaś w 1996 odwołano go ze stanowiska. Reprezentował Obywatelski Komitet Ziemi Będzińskiej (1990–1992) i Listę Obywatelską (1992–1996). W latach 1997–2007 prowadził własną kancelarię radcowską. W 2006 kandydował bez powodzenia do sejmiku śląskiego z listy Konfederacji Godność i Praca.